# Ань Сянъи
Ань Сянъи́ (кит. упр. 安香怡, пиньинь Ān Xiāngyí, также известная как Ни́ни (кит. упр. 妮妮); род. 24 декабря 2006, Пекин) — китайская фигуристка, выступающая в одиночном катании. Двукратная чемпионка Китая (2020, 2023) и серебряный призёр чемпионата Китая (2019).

## Карьера
Ань Сянъи родилась в Пекине 24 декабря 2006 года в семье Чжан Айцзюнь и Ань Лунхэ. Её отец — Ань Лунхэ — бывший фигурист, впоследствии тренер в клубе фигурного катания Century Star Club. Нини встала на коньки в возрасте двух лет и тренируясь под руководством родителей, с детства показывает высокие результаты. Китайские СМИ выделяют скорость и качество её скольжения, хорошую растяжку, способствующую выполнению сложных вращений, качественные прыжки и связующие элементы.
В ноябре 2015 года Пекин принимал этап серии Гран-при Cup of China. Международный союз конькобежцев на каждом турнире Гран-при приглашает юных местных фигуристов для участия в показательных выступлениях. На китайском этапе была выбрана Ань, и она получила возможность выйти на лёд со спортсменами мирового уровня, такими как Мао Асада и Хавьер Фернандес.
В сезоне 2017/2018 впервые участвовала на чемпионате Китая среди взрослых, на котором заняла четвёртую строчку с суммой баллов 139,16. В следующем году завоевала серебряную медаль национального чемпионата. Ань выиграла короткую программу с преимуществом в 0,99 баллов, но в произвольном прокате уступила более десяти баллов И Кристи Лён, и завершила турнир на второй итоговой позиции.
В новом сезоне она начала сотрудничество с французским хореографом Бенуа Ришо, который помогал в постановке программ многим известным фигуристам. На национальном чемпионате, в сентябре 2019 года в Чанчуне, Ань стала победительницей в возрасте двенадцати лет. Фигуристка захватила лидерство в первый день соревнований. В начале произвольной программы Ань допустила падение на тройном лутце, но в дальнейшем, исполнив чисто все оставшиеся элементы, в том числе три каскада, она обеспечила себе «золото», с суммарным результатом 197,93 баллов. Несмотря на звание чемпионки страны, Ань не могла участвовать в международных состязаниях взрослого и юниорского уровня, поскольку не достигла необходимого возраста. Поэтому она отправилась на Asian Open Trophy, где выступила в пред-юниорской категории. Нини уверенно одержала победу на первом для себя международном турнире. При этом продемонстрировала весь набор тройных прыжков: лутц, флип, тулуп, сальхов и риттбергер.
Из-за пандемии коронавируса и последовавшей за ней отменой соревнований по фигурному катанию, Ань пропустила два соревновательных сезона. Когда турниры возобновились, фигуристка дебютировала в серии юниорского Гран-при сезона 2022/23. На этапе в Польше заняла пятое место. Вскоре она во второй раз победила на взрослом чемпионате Китая. В завершении сезона отправилась на чемпионат мира среди юниоров, где стала шестой с суммарным результатом 183,94.
В сезоне 2023/24 начала соревноваться на взрослом международном уровне. В октябре 2023 года заняла девятое место среди двенадцати участниц на Гран-при США. Во время турнира 16-летняя фигуристка рассказала, что у неё в данный момент происходит фаза активного роста, из-за чего она растеряла несколько ранее выученных прыжков. На Гран-при Китая, который проходил в ноябре, Ань была шестой по итогам короткой программы, но после исполнения произвольной опустилась на последнюю одиннадцатую строчку.

## Программы
| Сезон   | Короткая программа                                 | Произвольная программа                                    |
| ------- | -------------------------------------------------- | --------------------------------------------------------- |
| 2023/24 | - «Voilà» Барбара Прави                            | - «Sanctus Petrus et Sancta Maria Magdalena»              |
| 2022/23 | - «Send In the Clowns»                             | - «Вселенная Стивена Хокинга» Йоуханн Йоуханнссон         |
| 2019/20 | - «Opportunity» из фильма «Энни» Куавенжане Уоллис | - «First Embrace» Тина Го - «Wait For Me» Лука Д'Альберто |

## Результаты
| Соревнования                | 17/18         | 18/19         | 19/20         | 22/23         | 23/24         |
| Международные               | Международные | Международные | Международные | Международные | Международные |
| --------------------------- | ------------- | ------------- | ------------- | ------------- | ------------- |
| Гран-при Китая              |               |               |               |               | 11            |
| Гран-при США                |               |               |               |               | 9             |
| Shanghai Trophy             |               |               |               |               | 1             |
| Asian Open Trophy           |               |               |               |               | 1             |
| Международные среди юниоров |               |               |               |               |               |
| Чемпионат мира              |               |               |               | 6             |               |
| Гран-при Польши             |               |               |               | 5             |               |
| Asian Open Trophy           |               |               | 1N.           |               |               |
| Национальные                |               |               |               |               |               |
| Чемпионат Китая             | 4             | 2             | 1             | 1             |               |

### Подробные результаты
| Дата                | Соревнование           | КП            | ПП            | Общая         |
| Сезон 2019—20       | Сезон 2019—20          | Сезон 2019—20 | Сезон 2019—20 | Сезон 2019—20 |
| ------------------- | ---------------------- | ------------- | ------------- | ------------- |
| 1—3 ноября 2019     | Asian Open Trophy 2019 | 1 45,62       | 1 93,01       | 1 138,63      |
| 14—15 сентября 2019 | Чемпионат Китая 2020   | 1 66,50       | 1 131,43      | 1 197,93      |
| Сезон 2018—19       |                        |               |               |               |
| 29—30 декабря 2018  | Чемпионат Китая 2019   | 1 66,92       | 2 113,69      | 2 180,61      |
| Сезон 2017—18       |                        |               |               |               |
| 23—24 декабря 2017  | Чемпионат Китая 2018   | 4 52,40       | 6 86,76       | 4 139,16      |